# Hutzikon
Hutzikon ist ein Dorf in der Schweizerischen Gemeinde Turbenthal.

## Geographie
Hutzikon liegt im Tal der Töss zwischen Winterthur und Bauma unterhalb des Schauenberges. Südlich angrenzend liegt Turbenthal, mit dem Hutzikon heute verwachsen ist.
Der Chämibach passiert das Dorf im Süden, der Hutzikerbach verläuft quer durch das Zentrum.

## Geschichte
Die Gegend um das Dorf war etwa um 400 n. Chr. von einem Alemannenstamm, den Hutzinge, besiedelt. Turbenthal war dagegen von Helvetiern, also Kelten, bewohnt. Im Mittelalter gehörte  Turbenthal zur Grafschaft Kyburg und Hutzikon zur Grafschaft Greifensee. Dadurch galten verschiedene Gesetze, was oft zu Streitereien führte.
Von Anfang des 19. Jahrhunderts bis 1930 war Hutzikon eine eigene Zivilgemeinde innerhalb der politischen Gemeinde Turbenthal. 1814 gehörte die Gemeinde zum Oberamt Winterthur. Zu Hutzikon gehören noch die Ortsteile Altmühle, Friedthal, Grund und Girenbad.

## Infrastruktur
In Hutzikon gibt es eine Schule (Hohmatt) und zwei Kindergärten (Gyrenbad und Gassacher). In Hutzikon liegt die Textilfabrik Schlossberg, die während der maschinellen Revolution mit dem Wasser der Töss angetrieben wurde.